# Museo de Ho Chi Minh
Museo de Ho Chi Minh (en vietnamita: Bảo tàng Hồ Chí Minh) es un museo en Hanoi dedicado al presidente vietnamita Ho Chi Minh y la lucha revolucionaria de Vietnam contra las potencias extranjeras. El museo es parte del Conjunto Arquitectónico del Mausoleo del Presidente Ho Chi Minh y está ubicado en el Área de Patrimonio Cultural e Histórico Occidental de Hanoi, que también incluye el Lago del Oeste, los jardines botánicos, Ngokha Flower Village, Quan Thanh Temple y Pagoda de Chang Quoc.

## Construcción y apertura
En 1970, un año después de la muerte de Ho Chi Minh, se formó un comité para preparar la construcción del Museo. El gobierno soviético brindó asistencia gratuita en la construcción del museo. La mayor parte del trabajo preparatorio, incluidos los proyectos, la formación de equipos de especialistas, fue realizado por la Unión Soviética. El grupo de diseñadores estuvo encabezado por Harold Isakovich, un arquitecto que jugó un papel importante en la construcción del mausoleo de Ho Chi Minh, un monumento a Lenin y el Palacio de Cultura de la Amistad entre los pueblos soviético y vietnamita en Hanoi. Los artistas Vladimir Nadezhin, Leonty Ozernikov y M. Khudyakova también participaron en la creación del museo.
El día del 95 aniversario de Ho Chi Minh, la primera de miles de columnas fue llevada al sitio de construcción y enterrada. De la Unión Soviética se trajeron decenas de miles de toneladas de acero especial. En ese momento, exstía una prohibición en la URSS sobre la exportación de valiosos tipos de piedra utilizados en la construcción. Sin embargo, para apoyar la construcción del museo, se hizo una excepción, permitiendo exportar la piedra a Vietnam. Un gran número de fábricas y organizaciones vietnamitas enviaron a sus trabajadores a trabajar en la construcción, suministraron el mejor cemento, ladrillos, madera, solo para seguir el cronograma de construcción.
El edificio fue inaugurado el 19 de mayo de 1990 en el día del centenario de Ho Chi Minh.

## Arquitectura
Desde la distancia, el museo se asemeja a una flor de loto blanca, que simboliza los corazones de los vietnamitas y la vida noble de Ho Chi Minh y su tierra natal, la aldea de Sen en la provincia de Nghe. La altura del museo es de 20 metros y no supera el mausoleo de Ho Chi Minh. El museo se divide en dos secciones: la sección superior se distingue por los lados inclinados, rasgos característicos de la arquitectura oriental. Los elementos decorativos asiáticos se entrelazan con la geometría moderna. El edificio fue diseñado como un octágono, con el número de paredes sobre ocho pétalos de loto. Las cuatro paredes corresponden a los puntos cardinales y están decoradas con un patrón estilizado. La entrada principal está en la puerta este. El museo cubre un área total de 18 000 m², hay un salón con capacidad para 400 personas y una biblioteca especial para 100 personas. Según la filosofía tradicional vietnamita, el cielo se veía redondo y la tierra cuadrada, esta idea se puede ver claramente en el Salón Ceremonial: su techo redondo simboliza el cielo; y el piso cuadrado, decorado con imágenes de flores y plantas vietnamitas, la tierra. La estatua de Ho Chi Minh se encuentra justo entre el cielo y la tierra.

## Espacio de exhibición

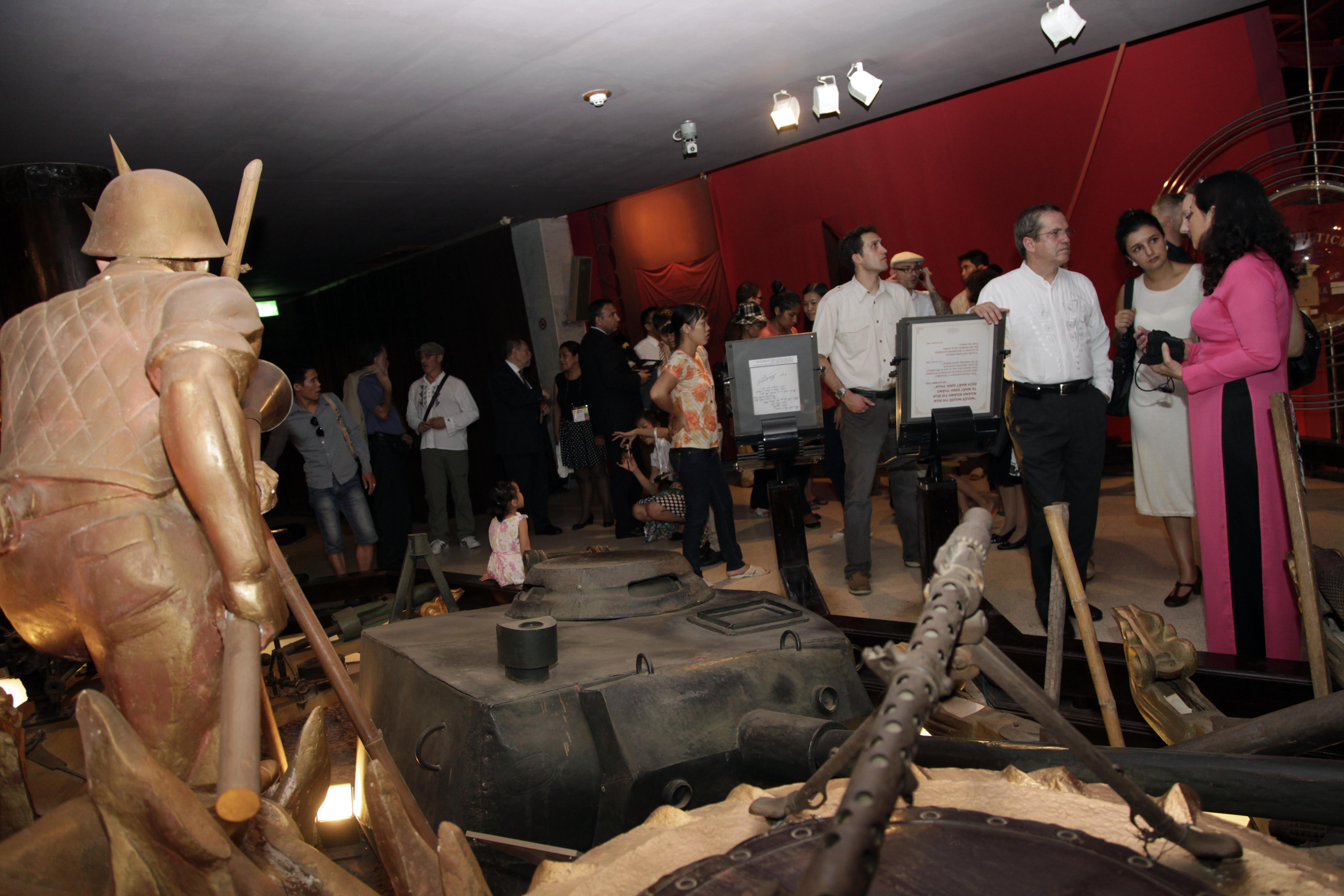
Exposición dedicada a la lucha por la independencia de Vietnam

El Museo de Ho Chi Minh tiene un espacio de exhibición de 400 metros cuadrados, la mayoría de las exhibiciones están dedicadas al presidente Ho Chi Minh, el país y la gente de Vietnam. Paralelamente a la exposición permanente, se realizan exposiciones especializadas. El archivo del museo contiene más de cien mil documentos y objetos. Además, hay una biblioteca completa dedicada a Ho Chi Minh. En el edificio del museo hay varias salas para conferencias científicas y otros eventos culturales. Entre 1990 y 2004, el museo fue visitado por más de 15 millones de personas, incluidos cientos de miles de extranjeros de todo el mundo. El museo ofrece a los huéspedes un recorrido en audio de 45 minutos o asistencia de guía. Todos los medios audiovisuales modernos se utilizan ampliamente en el museo con fines de demostración. Para resaltar la conexión entre el pueblo vietnamita y sus tradiciones, el museo tiene una exposición dedicada a la artesanía tradicional vietnamita: tallado en madera, piedra y barnizado. El museo no solo proporciona información sobre la vida de Ho Chi Minh, sino que también apoya proyectos de investigación y educativos. El museo también exhibe artesanías traídas aquí por los vietnamitas como muestra de amor y respeto por su presidente.
En 2007, visitó Vietnam el director del Monumento a Lenin en Ulyanovsk, Valery Perfilov, quien coincidió con el director del Museo Ho Chi Minh, Nguyen Thi Tinh, sobre el intercambio de exposiciones. Con la ayuda del Museo Ulyanovsk, se abrió una exposición dedicada a Lenin en el museo de la ciudad de Vinya. Una de las avenidas de la ciudad fue rebautizada en su honor. Posteriormente, el subdirector de trabajo científico del Museo Ho Chi Minh Nguyen Thiu Duc y el director del Lenin Memorial Eduard Shabalin firmaron un Memorando de Cooperación Internacional para 2013-2015.

## Horarios del museo
Horario: abierto de 8 a 11:30 y de 14 a 16 horas. Cerrado por la tarde los lunes y viernes. El precio de la entrada es de 15.000 dongs vietnamitas.